# Jacek Roman Sosnowski
Jacek Roman Sosnowski (ur. 20 grudnia 1978 w Białej Podlaskiej, w woj. Lubelskim) – dr hab. nauk rolniczych. Od 2020 roku dyrektor Instytutu Rolnictwa i Ogrodnictwa Uniwersytetu Przyrodniczo-Humanistycznego w Siedlcach.  Przewodniczący Rady Dyscypliny Rolnictwo i Ogrodnictwo (do 2022 roku). Od 2022 roku pełni funkcję dziekana Wydziału Nauk Rolniczych UWS w Siedlcach

## Życiorys
Absolwent Uniwersytetu Przyrodniczo-Humanistycznego w Siedlcach i Szkoły Głównej Handlowej  w Warszawie.
W 1999 roku ukończył studia na Wydziale Rolniczym Akademii Podlaskiej w Siedlcach. W 2004 roku uzyskał tytuł zawodowy magistra inżyniera na kierunku rolnictwo i zatrudnienie na stanowisku asystenta w Katedrze Łąkarstwa i Kształtowania Terenów Zieleni, wchodzącej w skład Instytutu Produkcji Roślinnej działającego w strukturze Wydziału Rolniczego Akademii Podlaskiej. W 2010 roku zdobył stopień naukowy doktora nauk rolniczych, a w 2016 roku stopień naukowy doktora habilitowanego, nadanego przez Radę Naukową Instytutu Technologiczno-Przyrodniczego (Państwowego Instytutu Badawczego). Od 2017 roku zatrudniony na stanowisku profesora Uniwersytetu Przyrodniczo-Humanistycznego w Siedlcach.
Działalność naukowa dr hab. Jacka Sosnowskiego obejmuje zagadnienia dotyczące doskonalenia pratotechniki oraz uprawy roślin bobowatych, traw pastewnych, gazonowych i ozdobnych. Posiada również publikacje naukowe z zakresu agroturystyki.
Dorobek naukowy Jacka Sosnowskiego to autorstwo i współautorstwo 248 prac indeksowanych na liście czasopism Ministra ds. nauki. Jest także współautorem 4 patentów. Ponadto w swoim dorobku wykazuje współredakcję 2 opracowań monograficznych, 14 materiałów pokonferencyjnych Studenckich i Doktoranckich Kół Naukowych. W uznaniu za osiągnięcia naukowe, dydaktyczne i organizacyjne w 2013 roku został uhonorowany nagrodą im. Prof. Lesława Szczerby „Wybitny Młody Naukowiec UPH”.
Jacek Sosnowski współpracuje także z instytucjami zewnętrznymi.  Od 2018 roku członek Komisji ds. rejestracji odmian roślin pastewnych Centralnego Ośrodka Badania Odmian Roślin Uprawnych w Słupi Wielkiej.